# Austin Kratz
Austin Kratz (20 de agosto de 1999) es un deportista de Estados Unidos que compite en atletismo. Ganó una medalla de oro en el Campeonato Mundial de Atletismo Sub-20 de 2018, en la prueba de 4 × 100 m.